# Dołgie, Hạt Gryfino
Dołgie [ˈdɔu̯ɡʲɛ] là một ngôi làng thuộc khu hành chính của Gmina Gryfino, thuộc hạt Gryfino, West Pomeranian Voivodeship, ở phía tây bắc Ba Lan, gần biên giới Đức. Nó nằm khoảng 14 kilômét (9 mi)   về phía đông nam của Gryfino và 28 km (17 mi)     phía nam thủ đô khu vực Szczecin.
Trước năm 1945, ngôi làng là một phần của Đức và được gọi là Langenhagen.
Ngôi làng có dân số 299 người.